# 水流積分器
水流積分器是1936年在蘇聯，由弗拉基米爾·盧基亞諾夫( Vladimir Lukyanov）建立的早期類比計算機。它藉由仔細控制水流，使其流過充滿相互連接的水管、幫浦的房間，以進行運算， 各個腔室內的水位（精確到毫米）表示存儲的數字，流量表示數學運算。這台機器能夠求解非齊次微分方程式。
最初的盧基亞諾夫积分器具有实验性，由锡管和玻璃管组成，而每个积分器只能解决一个问题。在20世紀30年代，它是蘇聯唯一能解決偏微分方程的計算機。
1941年，卢基亚诺夫发明了一种模块化设计的液压积分器，使得组装一台解决各种问题的機器成为可能。他设计了二维和三维液壓積分器。
1949年至1955年，NIISCHETMASH研究所开发了一种标准统一单元形式的積分器。 1955年，梁讚( Ryazan）的計算和分析機器工廠開始批量生產，工廠品牌名稱為“IGL”（integrator of the Lukyanov hydraulic system）。積分器廣泛交付給捷克、斯洛伐克、波蘭、保加利亞、中國。
20世纪40年代，卡拉庫姆運河的设计使用了水流积分器，20世纪70年代，貝阿鐵路的建设也使用了水流积分器。1980年代以前，苏联仍使用水流類比计算机进行大规模建模，应用于地质、矿山建设、冶金、火箭生产等领域。
目前，莫斯科理工博物馆保存着两台液压积分器。

## 外部鏈接
- MIT water computer （页面存档备份，存于）
- Translated article from Russian Magazin "Science and Life" （页面存档备份，存于） about water integrators in the Soviet Union
- Translation of an archived article （页面存档备份，存于） from O. V. Solovyov on the former webpage of the Polytechnic Museum in Moscow
- Hydraulic Analog Computer Technical Reports. A "collection of technical reports from the USACE (US Army Corps of Engineers) that was written by the Civil and Sanitary Engineering Department at MIT as part of a contract to create a Hydraulic Computer for solving diffusion-type Partial Differential Equations" from 1953